# 卡塞凯姆威
卡塞凯姆威（Khasekhemwy，有时候也拼作Khasekhemui）是古埃及第二王朝的第五位、也是最后一位法老。现今只知道卡塞凯姆威指挥过数次重大的军事行动，并树立了多座留存至今的纪念碑，其中提到了抗击北方人的战争；此外，对这位法老所知甚少。卡塞凯姆威名字之意为“两个强者出现”。
考古界一般把卡塞凯姆威看作伯里布森的继承人，在年表上排于其后；不过一些埃及学学者认为在这两位法老之间，还存在着另一位法老——哈塞开姆。但是大部分的学者认为事实上哈塞开姆和卡塞凯姆威是同一个人。 在其统治期间，他凭借着一场内战——这场内战发生在荷鲁斯和赛特的追随者之间——统一了上下埃及，其后他可能将名字由哈塞开姆改为卡塞凯姆威。也有学者认为他是在镇压了努比亚的叛乱返回埃及之后，击败了在位的法老伯里布森从而登上王位的。不管是上述的哪种情况，他都结束了第二王朝的内乱，重新统一了埃及。
由于尼玛厄萨普拥有“王子之母”的头衔，所以有理由认为她是卡塞凯姆威的妻子。他们两个可能是左塞尔的父母；或者左塞尔的妻子赫特芬内布提是卡塞凯姆威的女儿，因为在多个纪念碑上都称她为“国王的女儿”。
在埃及历史上，卡塞凯姆威是唯一一位在其“王宫门面”上拥有荷鲁斯名和赛特名的法老。一些埃及学学者相信这是企图统一两派的努力；但是在其死后，赛特名被永远排除于之后诸王的“王宫门面”之外。同时，卡塞凯姆威也是现今所知第一位为自己修建了雕像的法老。
在同一埃及之后，卡塞凯姆威进行了大量建筑的修建。他在埃尔-卡伯、耶拉孔波利斯和阿拜多斯大兴土木，建筑多用石料。同时，他还在阿拜多斯营建了一座独特、庞大的陵墓（V号陵墓）——这是最后一座坐落于阿拜多斯公墓区的皇家陵墓。这座梯形陵墓长约70米，北端宽约17米，南端宽约10米。它被分割为58个隔间。在第一王朝的某些陵墓被发现之前，人们曾认为位于这座陵墓中央的陵寝是世界上最早的圬工结构。在陵墓中，挖掘者发现了该法老的权杖——使用黄金和红玉髓制成，以及数个制作精美、覆盖有金箔的小型石盆；显然，这些文物都是早期的盗墓贼所遗漏的。皮特里曾列出了阿梅力诺从卡塞凯姆威陵墓中挖掘出的文物的详细清单，其中包括了多件燧石工具、多种多样的铜质工具和容器、装有水果和谷物的石质容器和陶器、上釉的的小型容器、玛瑙珠、模具、纺织物和大量的印章。
卡塞凯姆威曾经在尼肯和阿拜多斯修建了“要塞”，他死后埋葬于乌姆·卡伯地区的皇家公墓。依据托比·威尔金森发表于《皇家古埃及年鉴》中的关于巴勒莫石碑的相关研究的说法，卡塞凯姆威的统治期约为17年半或者18年。